# Onychothelyphonus bonneri
Onychothelyphonus
Genre
Espèce
Onychothelyphonus bonneri, unique représentant du genre Onychothelyphonus, est une espèce fossile de schizomides de la famille des Hubbardiidae.

## Distribution
Cette espèce a été découverte aux États-Unis dans la formation d'Onyx Marble en Arizona. Elle date du Pliocène au Néogène.

## Description
L'holotype mesure 3,64 mm.

## Systématique et taxinomie
Cette espèce a été décrite par Pierce en 1950.
Ce genre a été décrit par Pierce en 1950.

## Étymologie
Son nom d'espèce lui a été donné en référence au lieu de sa découverte, Bonner Quarry.

## Publication originale
- Pierce, 1950 : « Fossil arthropods from Onyx Marble. » Bulletin of the Southern California Academy of Sciences, vol. 49, p. 101-104 (en) (texte intégral).